# Hyaloscyphaceae
Die Hyaloscyphaceae  bilden eine Familie der Pilze innerhalb der Ordnung der Helotiales.

## Merkmale
Die Hyaloscyphaceae bilden als Fruchtkörper kleine flache oder becherförmig Apoothecien aus. Das Excipulum, also die Struktur um den Fruchtkörper, ist weich und fleischig und besteht normalerweise aus prismatischen oder isodiametrischen Zellen. Es besitzt fast immer deutliche, manchmal ornamentierte Haare rund um die Fruchtschicht, die oft hell gefärbt ist. Die Schicht zwischen den Schläuchen besteht aus einfachen Paraphysen, die lanzettlich geformt sein können. Die Schläuche selber sind im Normalfall  zylindrisch-keulig, dünnwandig und klein und  haben einen amyloiden (mit Jod anfärbbaren) oder inamyloiden apikalen Ring. Die Ascosporen sind klein, oft länglich und können septiert oder unseptiert sein.
Ein Stroma wird nicht gebildet. Nebenfruchtformen sind selten, wenn vorhanden, so kommen verschieden gestaltete hyphomycetische Formen vor.

## Ökologie
Hyaloscyphaceae sind weltweit verbreitet. Die Arten leben normalerweise saprotroph auf krautigen oder holzigen Pflanzen. Auf Lärche wächst der Lärchenkrebs (Lachnellula willkommii). Viele Arten leben spezialisiert nur auf einem Wirt, ein Hinweis auf eine endophytische Lebensweise.  So wurden kürzlich einige Arten innerhalb der Pflanzenwurzeln des Heidekrautgewächses Enkianthus campanulatus entdeckt, die vermutlich eine Mykorrhiza bilden.

## Systematik
John Axel Nannfeldt beschrieb die Familie 1932. Die Familie war lange polyphyletisch, manche Gattungen waren ebenfalls polyphyletisch, und oft noch sehr schlecht untersucht. Die Familie wurde aufgespalten und Han und Mitarbeiter schlugen 2014 vor, dass in der Familie Hyaloscyphaceae sensu stricto nur noch die Gattung Hyaloscypha bleiben sollte. Der Tribus Lachnaeae ist ihren Untersuchungen zufolge monotypisch, die Triben Arachnopezizeae und Hyaloscypheae hingegen nicht. Eine Aufspaltung in mehrere Familien stand aber zunächst noch aus. Inzwischen sind die Familien Arachnopezizaceae und Lachnaceae (z. B. mit der Gattung Lachnellula) abgespalten und zur Familie der Hyaloscyphaceae sensu stricto gehören noch folgende Gattungen
- Aeruginoscyphus mit 7 Arten
- Ambrodiscus mit nur einer Art
- Amicodisca mit sechs Arten
- Arbusculina mit drei Arten
- Asperopilum mit nur einer Art
- Clathrosphaerina mit zwei Arten
- Crucellisporiopsis mit drei Arten
- Dematioscypha mit vier Arten
- Dimorphotricha mit nur einer Art
- Echinula mit nur einer Art
- Endoscypha  mit nur einer Art
- Fuscolachnum mit sieben Arten
- Gamarada mit nur einer Art
- Graddonidiscus mit drei Arten
- Haplographium mit 15 Arten
- Hegermila mit vier Arten
- Hyalopeziza mit 15 Arten
- Hyaloscypha mit 45 Arten
- Hyphodiscus mit 16 Arten
- Hyphopeziza mit nur einer Art
- Incrupila mit zehn Arten
- Meliniomyces mit drei Arten
- Mimioscypha mit drei Arten
- Mycoarthris mit nur einer Art
- Olla mit zwei Arten
- Polaroscyphus mit nur einer Art
- Proprioscypha mit nur einer Art
- Protounguicularia: mit zehn Artem
- Pseudaegerita mit sieben Arten
- Psilocistella mit zehn Arten
- Resinoscypha mit zwei Arten
- Rhizoscyphus mit nur einer Art
- Scolecolachnum mit zwei Arten
- Thindiomyces mit nur einer Art
- Unguiculariella mit nur einer Art
- Unguiculella mit 17 Arten
- Venturiocistella mit sieben Arten